# André Fraye
André Fraye, né le 18 octobre 1889 à Nantes et mort le 20 janvier 1963  à Paris, est un peintre, illustrateur et graveur français.

## Biographie
Il est né à Nantes et a reçu son éducation de Maxime Maufra à Paris, où il a subi l'influence de l'impressionnisme à l'académie Julian.
En 1912, il a exposé au Salon d'automne dont il sera sociétaire et puis membre du jury. Il sera bien connu par son portrait de Maufra qu'il y a exposé.
Pendant la Première Guerre mondiale, il est grièvement blessé et a passé plusieurs mois à l'hôpital. En 1922, il a reçu le Prix Blumenthal.

## Récompenses, décorations
- Officier de la Légion d'honneur, 1955

## Collections, musées
Expositions à l'étranger en 1927 : Londres, Boston, Tokyo, Stockholm, Anvers, Bruxelles, Wiesbaden, Barcelone et New-York.

## Illustrations
- Trois hommes dans un bateau, traduction Théo Varlet, édition Rombaldi, 1946
- Filles de la pluie, éditions Crès, 1926
- Les Croix de bois, édition Alexis Rédier
- L'Équipage, édition Alexis Rédier, 1932
- Le Meilleur ami (René Boylesve), édition Crès